# Kibibyte
Een kibibyte (afgekort KiB) is een eenheid van informatie voor computeropslag. Een kibibyte staat gelijk aan:
210 of 10241 = 1.024 bytes.
Het SI-prefix dat gerelateerd is met een kibibyte is kilo-. Het onderscheid tussen kilo en kibi (kilo binary) werd belangrijker met het in gebruik nemen van steeds grotere eenheden, zoals af te leiden valt uit de tabel hiernaast. Bestandsgroottes in bijvoorbeeld het besturingssysteem Windows worden uitgedrukt in kibibyte (met de 'verkeerde' afkorting kB).
Andere eenheden of benamingen: bit · nibble/tetrade · byte/octet · phit · qubit · qutrit · trit